# Despujolsita
La despujolsita és un mineral de la classe dels sulfats, que pertany al grup de la fleischerita. S'anomena així en honor de Pierre Despujols, fundador del Servei Geològic del Marroc.

## Classificació
Segons la classificació de Nickel-Strunz, la despujolsita pertany a «07.DF - Sulfats (selenats, etc.) amb anions addicionals, amb H₂O, amb cations de mida mitjana i grans» juntament amb els següents minerals: uklonskovita, caïnita, natrocalcita, metasideronatrita, sideronatrita, vlodavetsita, fleischerita, schaurteïta, mallestigita, slavikita, metavoltina, peretaïta, lannonita, gordaïta, clairita, arzrunita, elyita, yecoraïta, riomarinaïta, dukeïta i xocolatlita.

## Característiques
La despujolsita és un sulfat de fórmula química Ca₃Mn⁴⁺(SO₄)₂(OH)₆(H₂O)₃. Cristal·litza en el sistema hexagonal. La seva duresa a l'escala de Mohs és 2,5. Forma prismes hexagonals.

## Formació i jaciments
Es forma com a mineral hidrotermal en dipòsits de manganès metamorfitzats. Ha estat descrita a Austràlia, Bolívia, Bulgària, Japó, Marroc, Nicaragua, Sud-àfrica i els EUA.